# Wasza znajoma
Wasza znajoma / Dziennikarka (ros. Ваша знакомая / Журналистка) – radziecki film niemy z 1927 roku w reżyserii Lwa Kuleszowa o dziennikarce zakochanej w swoim szefie.